# Masirana kawasawai
Espèce
Synonymes
- Sarutana kawasawai Komatsu, 1970

Masirana kawasawai est une espèce d'araignées aranéomorphes de la famille des Leptonetidae.

## Distribution
Cette espèce est endémique de Shikoku au Japon. Elle se rencontre dans la grotte Arakurado à Kōchi dans la préfecture de Kōchi.

## Description
Le mâle holotype mesure 1,80 mm.

## Étymologie
Cette espèce est nommée en l'honneur de Tetsuo Kawasawa.

## Publication originale
- Komatsu, 1970 : A new genus and a new species of Japanese spiders (Falcileptoneta  n. g. and Sarutana kawasawai n. sp., Leptonetidae). Acta arachnologica Tokyo, vol. 23, no 1, p. 1-12 (texte intégral).